# Tsybouliv
Tsybouliv (ukrainien : Цибулів, russe : Цибулев) est une commune urbaine de l'oblast de Tcherkassy, en Ukraine. Elle compte 3 469 habitants en 2021. Elle compte 3 710 habitants en 2023.